# جون س. لوفيل
جون س. لوفيل (بالإنجليزية: John C. Lovell)‏ هو متسابق يخت أمريكي، ولد في 11 أكتوبر 1967 في باتون روج في الولايات المتحدة.

## وصلات خارجية
- جون س. لوفيل على موقع أوليمبيديا (الإنجليزية)